# Sydkorea i olympiska vinterspelen för ungdomar 2016
Sydkorea deltog i de olympiska vinterspelen för ungdomar 2016 i Lillehammer i Norge som avgjordes 12–21 februari 2016. Truppen bestod av 30 aktiva. Sydkorea tog 10 guld, tre silver och tre brons. Ytterligare två medaljer togs i grenar med mixade länder.

## Medaljörer[2]
| Medalj | Namn            | Sport                         | Gren                     | Datum       |
| ------ | --------------- | ----------------------------- | ------------------------ | ----------- |
| Guld   | Kim Magnus      | Längdskidåkning               | Pojkarnas längdskidcross | 13 februari |
| Guld   | Kim Min-sun     | Hastighetsåkning på skridskor | Flickornas 500 m         | 13 februari |
| Guld   | Hwang Dae-heon  | Short track                   | Pojkarnas 1 000 m        | 14 februari |
| Guld   | Kim Ji-yoo      | Short track                   | Flickornas 1 000 m       | 14 februari |
| Guld   | Kim Min-seok    | Hastighetsåkning på skridskor | Pojkarnas 1 500 m        | 15 februari |
| Guld   | Park Ji-woo     | Hastighetsåkning på skridskor | Flickornas 1 500 m       | 15 februari |
| Guld   | Hong Kyung-hwan | Short track                   | Pojkarnas 500 m          | 16 februari |
| Guld   | Kim Magnus      | Längdskidåkning               | Pojkarnas 10 km          | 18 februari |
| Guld   | Park Ji-woo     | Hastighetsåkning på skridskor | Flickornas masstart      | 19 februari |
| Guld   | Kim Min-seok    | Hastighetsåkning på skridskor | Pojkarnas masstart       | 19 februari |
| Silver | Lee Su-youn     | Short track                   | Flickornas 1 000 m       | 14 februari |
| Silver | Kim Magnus      | Längdskidåkning               | Pojkarnas sprint         | 16 februari |
| Silver | Chung Jae-woong | Hastighetsåkning på skridskor | Pojkarnas masstart       | 19 februari |
| Brons  | Chung Jae-woong | Hastighetsåkning på skridskor | Pojkarnas 500 m          | 13 februari |
| Brons  | Jeong Yu-rim    | Snowboard                     | Flickornas halfpipe      | 14 februari |
| Brons  | Kim Min-sun     | Hastighetsåkning på skridskor | Flickornas masstart      | 19 februari |

### Medaljörer i mixade länder
Följande tog medaljer i lagtävlingar med mixade länder (NOK).
| Medalj | Namn            | Sport                         | Gren             | Datum       |
| ------ | --------------- | ----------------------------- | ---------------- | ----------- |
| Guld   | Chung Jae-woong | Hastighetsåkning på skridskor | Mixad lagsprint  | 17 februari |
| Guld   | Kim Ji-yoo      | Short track                   | Mixad lagtävling | 20 februari |